# 18177 Harunaga
18177 Harunaga este un asteroid din centura principală de asteroizi.

## Descriere
18177 Harunaga este un asteroid din centura principală de asteroizi. A fost descoperit pe 24 august 2000 la Socorro, New Mexico, în cadrul proiectului LINEAR. Asteroidul prezintă o orbită caracterizată de o semiaxă mare de 2,76 ua, o excentricitate de 0,08 și o înclinație de 7,8° în raport cu ecliptica.